# Bridgetown
Bridgetown è la capitale di Barbados. La città ha 5 996 abitanti, mentre la popolazione dell'area metropolitana è stata stimata in 94 200 abitanti. Bagnata dal Mar dei Caraibi, si trova sulla costa sud occidentale dell'isola.
Bridgetown oltre ad esserne la capitale, è anche il principale centro economico e turistico di Barbados. La città era originariamente chiamata "Indian Bridge" (ponte indiano) a causa di un ponte costruito dagli antichi indiani d'America sul Careenage, il canale che divide la cittadina; successivamente, nei documenti ufficiali, possiamo trovare la capitale sotto il nome di "town of san Michel" (città di san Michele) per poi arrivare al nome odierno che significa 'città dei ponti' in quanto il numero di costruzioni sul Careenage è vastissimo.

## Geografia fisica

### Clima
Secondo la classificazione climatica di Köppen, il clima di Bridgetown è di tipo tropicale della savana, con temperature relativamente costanti tutto l'anno. Nonostante il clima caldo, la città beneficia dell'influenza degli alisei, che contribuiscono a mitigare le temperature.
Il record di temperatura massima è stato di 33,1 °C nel settembre 2005, mentre la temperatura minima mai registrrata è stata di 16,5 °C il 2 gennaio 1984. Bridgetown presenta due stagioni distinte: quella umida, (da giugno a dicembre) e quella secca, che copre i mesi restanti.
| Bridgetown (1991-2020)       | Mesi  | Mesi  | Mesi  | Mesi  | Mesi  | Mesi  | Mesi  | Mesi  | Mesi  | Mesi  | Mesi  | Mesi  | Stagioni | Stagioni | Stagioni | Stagioni | Anno    |
| Bridgetown (1991-2020)       | Gen   | Feb   | Mar   | Apr   | Mag   | Giu   | Lug   | Ago   | Set   | Ott   | Nov   | Dic   | Inv      | Pri      | Est      | Aut      | Anno    |
| ---------------------------- | ----- | ----- | ----- | ----- | ----- | ----- | ----- | ----- | ----- | ----- | ----- | ----- | -------- | -------- | -------- | -------- | ------- |
| T. max. media (°C)           | 29,1  | 29,2  | 29,7  | 30,2  | 30,6  | 30,7  | 30,7  | 30,9  | 31,0  | 30,8  | 30,3  | 29,6  | 29,3     | 30,2     | 30,8     | 30,7     | 30,2    |
| T. min. media (°C)           | 23,3  | 23,0  | 23,4  | 24,2  | 25,0  | 25,2  | 25,1  | 24,8  | 24,8  | 24,7  | 24,5  | 23,9  | 23,4     | 24,2     | 25,0     | 24,7     | 24,3    |
| T. max. assoluta (°C)        | 32,0  | 31,2  | 31,9  | 32,6  | 33,1  | 32,7  | 32,4  | 35,0  | 33,3  | 33,3  | 33,3  | 31,3  | 32,0     | 33,1     | 35,0     | 33,3     | 35,0    |
| T. min. assoluta (°C)        | 16,5  | 18,0  | 17,4  | 19,0  | 19,4  | 20,0  | 19,3  | 19,1  | 20,6  | 20,6  | 18,0  | 17,4  | 16,5     | 17,4     | 19,1     | 18,0     | 16,5    |
| Precipitazioni (mm)          | 68,1  | 41,7  | 38,9  | 58,1  | 74,1  | 101,2 | 121,5 | 150,6 | 162,6 | 179,6 | 172,6 | 91,0  | 200,8    | 171,1    | 373,3    | 514,8    | 1 260,0 |
| Giorni di pioggia            | 11    | 9     | 8     | 8     | 8     | 11    | 15    | 16    | 13    | 15    | 14    | 11    | 31       | 24       | 42       | 42       | 139     |
| Umidità relativa media (%)   | 77    | 76    | 75    | 76    | 77    | 79    | 80    | 81    | 81    | 82    | 82    | 78    | 77       | 76       | 80       | 81,7     | 78,7    |
| Ore di soleggiamento mensili | 263,5 | 248,6 | 272,8 | 261,0 | 263,5 | 225,0 | 251,1 | 260,4 | 234,0 | 238,7 | 228,0 | 254,2 | 766,3    | 797,3    | 736,5    | 700,7    | 3 000,8 |

## Infrastrutture e trasporti
La città è servita dall'aeroporto Internazionale Grantley Adams.

### Chamberlain Bridge
Il ponte più famoso di Bridgetown è senza dubbio il Chamberlain Bridge. Il cavalcavia fu aperto per la prima volta nel 1876: si trattava di un ponte girevole che veniva azionato manualmente; l'antica costruzione eretta a mano è stata sostituita nel 2006 da una più recente, soprattutto per motivi di sicurezza.

### Il Careenage
Il Careenage è un antico bacino-canale che divide la capitale di Barbados in due parti; anticamente questo canale era un'importantissima zona di attività peschereccia e una fondamentale via di contatto tra la città e l'entroterra. Il canale oggi è utilizzato prevalentemente come via turistica per gite di piacere e attracco sicuro che fornisce un riparo dalle intemperie oceaniche. Vi si vedono ancora, tuttavia, piccoli pescherecci in attività.

## Monumenti
I maggiori punti di interesse storico sono 'il palazzo del parlamento' e 'la piazza degli eroi nazionali'. Il palazzo del parlamento, sede del governo di Barbados, è situato in cima a una delle principali vie della città; il parlamento fu istituito agli inizi del 1639 e questo lo rende uno dei più antichi di tutto il Commonwealth. Oltre alle aule parlamentari, all'interno dell'edificio si trova 'la galleria degli eroi nazionali di Barbados', in cui sono raccolti i ritratti e i racconti biografici di coloro che fecero la storia di questo stato, e 'il museo del parlamento di Barbados'.
La piazza degli eroi nazionali si trova di fronte al palazzo del parlamento. Il nome odierno venne dato solo nel 1999 in onore dei cittadini più meritevoli, ma il nome precedente era quello di 'Trafalgar square', proprio come la celeberrima piazza londinese. Al centro di questa piazza, come a Londra, sorge la statua dedicata a Horatio Nelson, ma questo monumento risale al 1813, per cui risulta più antica di quella della capitale inglese.

## Amministrazione

### Gemellaggi
- Bridgetown, dal 2004
- Hackney
- Wilmington, dal 2004